# Pseudocella mamillifera
Pseudocella mamillifera is een rondwormensoort uit de familie van de Leptosomatidae. De wetenschappelijke naam van de soort is voor het eerst geldig gepubliceerd in 1962 door Platonova.